# Nutrizionismo
Il nutrizionismo è un paradigma secondo il quale i principi nutritivi scientificamente identificati negli alimenti determinano il valore delle singole sostanze alimentari nella dieta. In altre parole, è l'idea che il valore nutrizionale di un alimento sia la somma di tutti i suoi singoli nutrienti, vitamine e altri componenti. Un altro aspetto del termine è l'implicazione che l'unico scopo di mangiare sia favorire la salute corporea. Il termine è in gran parte peggiorativo, implicando che questo modo di vedere il cibo è troppo semplicistico e dannoso. Il più eminente proponente di questo termine, il giornalista Michael Pollan, sostiene che il valore nutrizionale di un cibo è "più della somma delle sue parti".
Originariamente attribuita a Gyorgy Scrinis, la nozione fu popolarizzata da Michael Pollan. la chiave per l'interpretazione del nutrizionismo di Pollan è "l'assunzione ampiamente condivisa ma non esaminata ... che la chiave per comprendere il cibo sia davvero il nutriente". Dal momento che i nutrienti sono invisibili, è ora necessario fare affidamento sugli esperti della nutrizione per fare le scelte alimentari. Poiché la scienza ha una comprensione incompleta di come il cibo influenza il corpo umano, sostiene Pollan, fare affidamento unicamente sulle informazioni riguardanti i singoli nutrienti ha condotto la gente e i responsabili della politica a prendere ripetutamente decisioni infelici riguardo alla nutrizione.  Pollan incolpa il nutrizionismo di molti dei problemi di salute relativi alla dieta nel mondo occidentale di oggi. Egli paragona il nutrizionismo a una religione, che fa affidamento su "preti" (scienziati e giornalisti nutrizionali) per interpretare l'ultima ortodossia per le masse. Come molte religioni, il nutrizionismo ha diviso il mondo in componenti buoni e malvagi, sebbene ciò che è bene o male possa cambiare drammaticamente con il tempo.
Pollan crede che il nutrizionismo sia intrinsecamente viziato a causa di una propensione riduttiva nell'ambito della scienza a isolare e a studiare i singoli fattori sconnessi dai loro contesti abituali come la dieta e la cultura, fattori che si è dimostrato ripetutamente che hanno un impatto fondamentale sugli esiti nutrizionali. Anche quando gli scienziati hanno tentato di studiare fattori come la cultura, la dieta e i modelli di consumo a lungo termine, le enormi difficoltà nel fare misurazioni accurate relative a singoli componenti nutrizionali e nel produrre conclusioni significative hanno prodotto risultati incompleti nel migliore dei casi, e risultati fuorvianti o dannosi nel peggiore.

## Difesa di "nutrizionismo"
Alcuni critici hanno sostenuto che la posizione anti-nutrizionismo o anti-scienza alimentare di Pollan ha assunto essa stessa una tinta ideologica, dogmatica e perfino quasi religiosa. Una critica è che, sebbene molti studi scientifici della nutrizione, o le conclusioni da essi estrapolate sia dagli scienziati che dai giornalisti, siano stati scorretti, non dovremmo rifiutare completamente un approccio scientifico all'alimentazione. Un recensore nota che lo studio delle vitamine e dei nutrienti ha condotto a un grande miglioramento nel trattamento di malattie come il beriberi o lo scorbuto e che con ulteriori affinamenti la scienza alimentare potrebbe aiutare a combattere altre malattie e migliorare le condizioni sanitarie. La complessità della scienza alimentare non dovrebbe essere presa come ragione per abbandonarne l'indagine sistematica. Daniel Engber sostiene che Pollan iperidealizza la dieta dei nostri antenati, e crede che potrebbe non essere molto adatta alle nostre esigenze moderne.